# Sainte-Juliette
Sainte-Juliette är en kommun i departementet Tarn-et-Garonne i regionen Occitanien i södra Frankrike. Kommunen ligger i kantonen Lauzerte som tillhör arrondissementet Castelsarrasin. År 2022 hade Sainte-Juliette 126 invånare.

## Befolkningsutveckling
Antalet invånare i kommunen Sainte-Juliette
| Referens: INSEE |